# سالوزو
سالوزو هي مدينة وإمارة سابقة في مقاطعة كونيو في منطقة بيدمونت بإيطاليا.
بنيت مدينة سالوزو على تل يطل على سهل شاسع ومزارع. عثر على الحديد والرصاص والفضة والرخام والأردواز في الجبال المحيطة. في 1 كانون الثاني (يناير) 2017 كان عدد سكانها 16968 نسمة.

## تاريخ

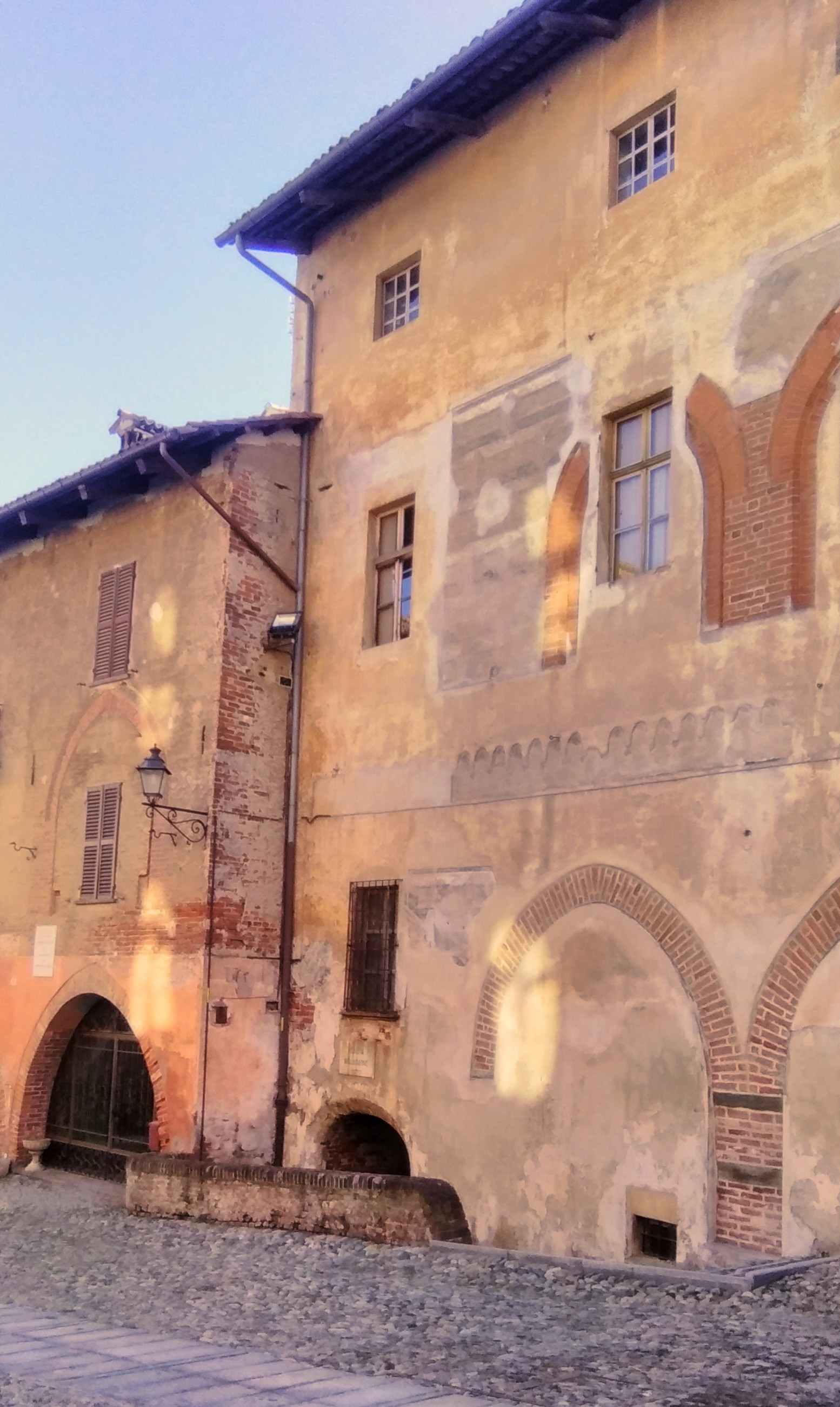
مباني القرون الوسطى في القطاع القديم

سالوزو (سالوس في بييمونتي) كانت سيفيتاس (دولة مدينة قبلية) من فاجيني، أو جبل الليغوريون، ولاحقًا من سالوفي. تم وضع هذه المنطقة تحت السيطرة الرومانية من قبل القنصل ماركوس فولفيوس حوالي 125 قبل الميلاد.
في العصر الكارولنجي أصبح مكان إقامة الكونت؛ في وقت لاحق، بعد أن انتقل إلى مركيز سوسة، مانفريد الأول، ابن ماركيز بونيفاسيو ديل فاستو، على تقسيم تلك الإمارة أصبح مركيز سالوزو؛ استحوذت هذه العائلة على مركيز سالوزو من 1142 إلى 1548. احتضن المركيز المنطقة الواقعة بين جبال الألب ونهر بو وستورا، وتم تمديده في عدة مناسبات. في العصور الوسطى كان لها وجود متقلب، وغالبًا ما كانت في صراع مع جيران أقوياء، ولا سيما الكونتس (فيما بعد دوقات) سافوي. بعد وفاة مانفريد الثاني، اضطرت أرملته إلى قبول سلسلة من التكريم، والتي كانت ستصبح فيما بعد أساس مطالبات آل سافوي بشأن أراضي المركيز الضعيفة بشكل متزايد. كتب توماس الثالث، تابع لفرنسا، الرومانسية الفارس المتجول («الفارس الضال»).
بدأ لودوفيكو الأول (1416–1475) العصر الذهبي للمدينة وفرض نفسه كوسيط بين القوى المجاورة. قام Ludovico II ببناء نفق، لم يعد قيد الاستخدام، عبر مونفيسو، وهو عمل رائع في ذلك الوقت. بمساعدة الفرنسيين، قاوم حصارًا شديدًا من قبل دوق سافوي في عام 1486، ولكن في عام 1487 استسلم وتقاعد إلى فرنسا حيث كتب فن الفروسية تحت قيادة فيجيس («فن الفروسية في عهد فيجيتيوس»، 1488)، أطروحة في الحكم الرشيد، وأعمال أخرى في الشؤون العسكرية. كان راعي رجال الدين والمؤلفين. في عام 1490 استعاد لودوفيكو السلطة، ولكن بعد وفاته، كافح أبناؤه طويلًا من أجل الحكم وأفقوا الدولة.
بعد صراعات طويلة من أجل الاستقلال، احتل الفرنسيون المركيز (1548)، كإقطاعية لتاج فرنسا - باسم سالوسيس - وظل جزءًا من تلك المملكة حتى تم التنازل عنها لسافوي في عام 1601. في عام 1588 استولى تشارلز إيمانويل الأول من سافوي على المدينة. من الآن فصاعدًا، شارك سالوزو مصائر بيدمونت، التي شكلت معها «أحد مفاتيح المنزل» لإيطاليا.
مركيز سالوزو هو موقع قصة بوكاتشيو لـ a ، القصة الأخيرة في ديكاميرون، بالإضافة إلى حكاية كاتب تشوسر في حكايات كانتربري.
استوعبت بلدية سالوتسو في بداية عام 2019 بلدية كاستيلار المجاورة، وبالتالي فرضت نتائج الاستفتاء الذي أُجري في صيف عام 2018.

## جغرافية
بلدية سالوسيس تحتل مساحة شاسعة من 7,659 ها (18,930 أكر) في وادي بو، حوالي 35 كـم (22 ميل) شرق جبل فيزو.

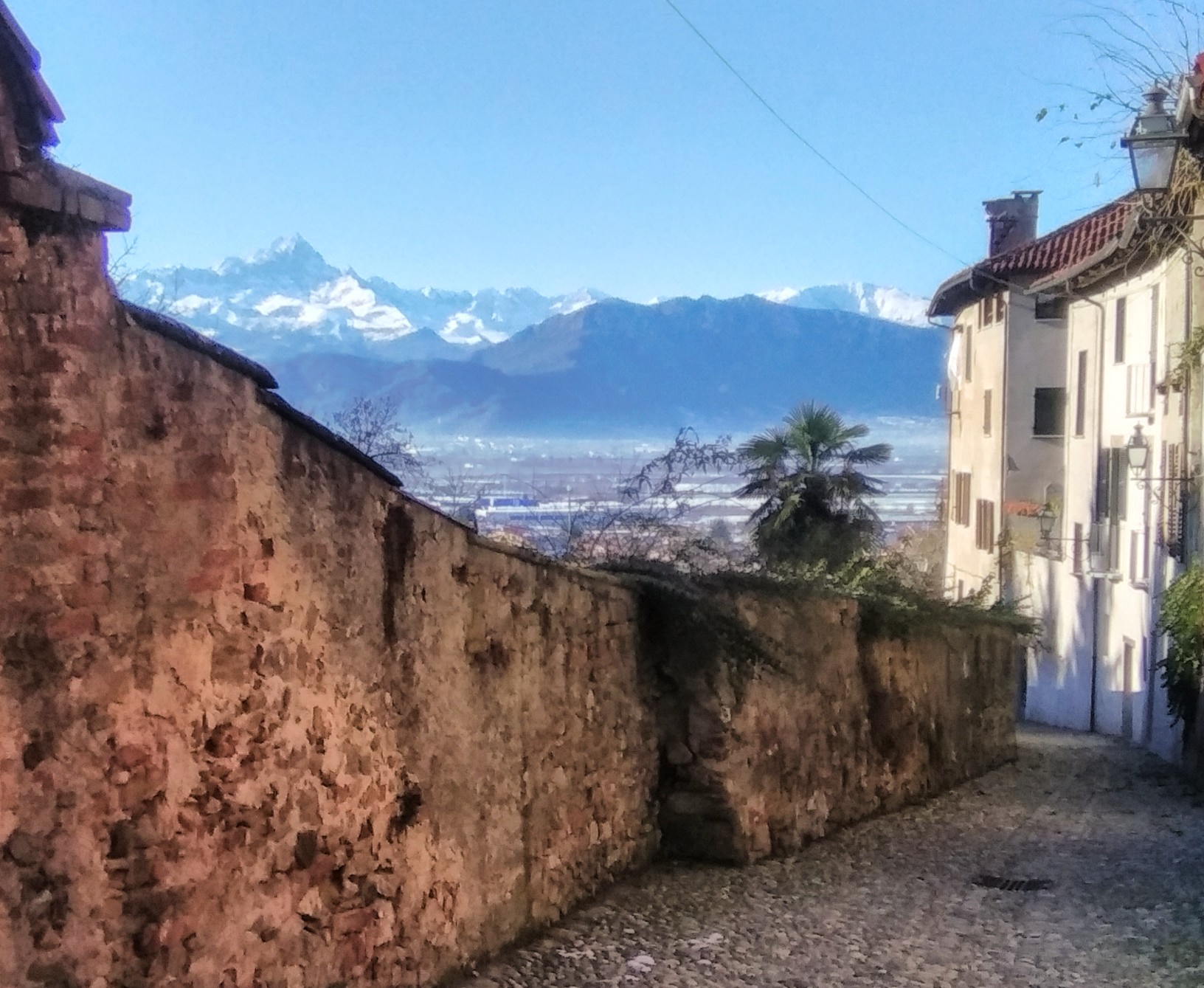
شارع من القرون الوسطى مع سور المدينة و مونفيسو مرئي في المسافة

## دومو
كاتدرائية سالوزو، المعروفة أيضًا باسم الكاتدرائية، المكرسة لمريم العذراء العذراء، وتتميز بأشكالها القوطية المتأخرة؛ تم بناؤه خارج الأسوار خلف مباشرة بورتا سانتا ماريا بين عامي 1491 و 1501، وكان مقعدًا للأسقف بدءًا من عام 1511. الواجهة من الطوب المكشوف، مزينة بثلاث بوابات تعلوها جملونات من الطين التي تضم تماثيل الرسل (البوابة المركزية)، بينما يوجد فوق الجانب الراعي سان شيافريدو وسان كوستانزو. يحتوي الجزء الداخلي على غطاء مكون من أقبية متقاطعة، في حين أن المذبح الباروكي العالي بتأثيره الكبير له تأثير كبير على أحد عشر تمثالًا خشبيًا لكارلو جوزيبي بلورا والمتعاونين معه. في الصحن المركزي، يمكنك الاستمتاع بصليب خشبي ثمين من القرن الرابع عشر. على يسار المذبح الرئيسي هو مصلى س س سكرامنتو، مع تعدد الأشكال للفنان الفلمنكي من أصل فرنسي هانز كليمر، المعروف باسم مايسترو ديلفا.

## أسماء المواقع الجغرافية
كان مركيز سالوزو مقرًا لإمارة بييدمونت التي يرتبط تاريخها ارتباطًا وثيقًا بتاريخ جارتها القوية، بيت سافوي، حتى التأسيس النهائي الذي حصل عليه الدوق تشارلز إيمانويل في عام 1601.
تم إعطاء الاسم الفرنسي الصلصات للمدينة خلال فترة الهيمنة الفرنسية. لا تزال هناك العديد من آثار هذا الامتياز حتى اليوم كما هو الحال في جذور الكافاسا الكاسا التي تحولت اليوم إلى متحف حيث يمكنك قراءة شعار «الحق مهما كان».

## المعالم السياحية الرئيسية

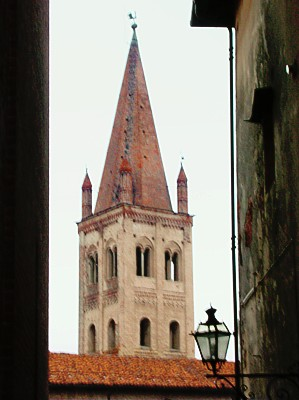
كييزا دي سان جيوفاني

- كاتدرائية سالوزو (دومو دي سالوزو) (1491-1501): بنيت الكنيسة على الطراز القوطي اللومباردي. الواجهة مزينة بنوافذ وردية ولوحات جصية (شبه باهتة بالكامل) وتماثيل. يحتوي الجزء الداخلي على مذبح باروكي مرتفع رائع، بالإضافة إلى مجموعة تيراكوتا من القرن السادس عشر تصور الترسب، العشق من الرعاة لسيباستيانو ريتشي. كنيسة سان برناردو التي كانت تنتمي سابقًا إلى الأديرة، بها مقابر مثيرة للاهتمام من التهم من البرج. سان جيوفاني: بدأت الكنيسة الدومينيكية في عام 1330 على الطراز القوطي واكتملت في عام 1504 بتأثيرات برامانتيسك. الواجهة قوطية. تضم الحنية، التي يعود تاريخها إلى عام 1504، مصلى جنائزي في لودوفيكو الثاني، من أعمال أنطوان لو مويتورييه (1425-1474)، وهي مغطاة بالحجر الأخضر وتتميز بمسرح أنيق من الأقواس والمنحوتات. قبر لودوفيكو الثاني هو عمل من عصر النهضة لبنيديتو بريوسكو. تم إرفاق الدير القوطي وقاعة استسلم مع ضريح نائب عام للمركيز، جالياتسو كافاسا من كارماغنولا، وهو عمل من عصر النهضة لماتيو سانميتشيلي. كاسا كافاسا: موقع المتحف المدني وأعيد بناؤه بتصميم داخلي من عصر النهضة. سان أغوستينو وسان برناردينو مبنى البلدية هي الكلية اليسوعية السابقة، في حين أن الكلية الأقدم (1462)، مع برج جريء، تستخدم من قبل محكمة الجنايات. تضم فيلا بلفيديرالتي تعود للقرن السادس عشر غرفًا أنيقة مع ديكورات من أواخر عصر النهضة.

## مشاهير
- أليس سالوزو
- الجنرال كارلو ألبرتو دالا كييزا
- مركيز ميشيل أنطونيو دي سالوزو
- سيلفيو بيليكو، كاتب
- جيامباتيستا بودوني، طابع
- كورادو سيجري، عالم رياضيات
- فيديريكو لومباردي، كاهن يسوعي، مدير إذاعة الفاتيكان
- بيير باولو ماجيورا، مهندس معماري
- Luciano Nizzola [الإنجليزية] مدير كرة القدم
- باولو دي كييزا، متزلج
- ماجدة اوليفيرو، مغنية
- Isacco Levi [الإنجليزية] حزبي
- جيوفاني كانافيري، المرتبط بثورة مايو
- ماتيو أوليفيرو، رسام إيطالي متعلق بالانقسام
- ألبرتو باسو، مؤرخ موسيقي ومؤلف معاجم

## روابط خارجية
- Saluzzo turistica ، صفحة الويب السياحية الرسمية Saluzzo.